# Сподырев, Максим
Максим Сподырев (укр. Максим Сподирєв, пол. Maksym Spodyriew; род. 29 декабря 1993, Харьков) — украинский и польский фигурист, выступавший в танцах на льду. 
В 2013 году совместно с Дарьей Коротицкой завоевал бронзовую медаль чемпионата Украины. В 2014—2022 годах его партнёршей по танцам на льду была Наталья Калишек. В паре с ней становился восьмикратным чемпионом Польши (2015—2022) и участником Олимпийских игр (2018, 2022).

## Карьера

### За Украину
Максим Сподырев родился в Харькове в 1993 г. Заниматься фигурным катанием начал в 1998 г. Вскоре встал в танцевальную пару с Вероникой Шараповой, а в 2011 году – с бывшей россиянкой Дарьей Коротицкой. В декабре на новогоднем турнире в Будапеште среди юниоров они выиграли бронзовую медаль. Однако с национального чемпионата пара снялась.
В следующую осень пара дебютировала на юниорских этапах Гран-при в Словении и Франции, где финишировала рядом с пьедесталом. На украинском чемпионате в декабре 2012 года в упорной борьбе выиграла бронзовую медаль. В олимпийской сезон фигуристы выступали вновь в юниорской серии Гран-при, на этот раз не наилучшим образом. В это время политическая ситуация на Украине обострилась, и пара распалась.

### За Польшу
В это время из Польши Максиму поступило предложение встать в пару с польской танцовщицей Калишек. С ней он начал выступать в послеолимпийский сезон. На Кубке Вольво среди юниоров в Риге они выиграли серебряную медаль и заработали техминимум на мировой и континентальный чемпионаты. В декабре на новогоднем турнире в Будапеште финишировали первыми. Через несколько дней они впервые стали чемпионами Польши. В январе в Стокгольме польская пара дебютировала на континентальном чемпионате, где выступила очень удачно и вышла в финальную часть. В начале марта в Таллине на мировом юниорском чемпионате спортсмены заработали двойную квоту на следующий чемпионат. В конце месяца дебютировали и на мировом чемпионате в Шанхае, где не сумели войти в число финалистов.
Новый сезон пара начала в сентябре на турнире Небельхорн, где финишировала в середине турнирной таблицы. В Саранске на очередном этапе «Челленджер» Мордовские узоры была завоёвана бронзовая медаль. Вторыми они были на домашнем турнире Кубок Варшавы. В декабре во второй раз стали национальными чемпионами. В конце января 2016 года в Братиславе финишировали одиннадцатыми на европейском чемпионате. В марте в Бостоне на мировом чемпионате им удалось уверенно войти в число финалистов.
Новый предолимпийский сезон польские фигуристы начали осенью в Словакии на Мемориале Непелы, где стали четвёртыми. Через неделю в Финляндии на финском Трофее вошли в пятёрку. В ноябре пара дебютировала на китайском этапе Гран-при, где заняла пятое место, а через неделю на японском этапе финишировала в середине турнирной таблицы. Спустя месяц фигуристы в третий раз стали чемпионами страны. 
В январе 2017 года в Остраве на континентальном чемпионате уверенно заняли место в восьмёрке и завоевали для страны две квоты на следующий сезон. В конце марта на мировом чемпионате в Хельсинки сумели без проблем квалифицироваться на следующие Олимпийские игры и уверенно прошли в произвольную программу, улучшив при этом все свои прежние спортивные достижения.

### Олимпийский сезон
Олимпийский сезон польская пара начала в начале октября в Эспоо, на Трофее Финляндии, их выступление было не самым удачным, они финишировали в середине турнирной таблице. Через месяц они выступали на канадском этапе Гран-при где выступили неудачно, финишировали предпоследними. Неудачно выступили спортсмены и на французском этапе Гран-при, где они заняли место в середине турнирной таблицы. Однако через неделю в Таллине на турнире города польские танцоры финишировали победителями и при этом они улучшили все свои прежние спортивные достижения. В середине декабря на национальном чемпионате пара уверенно стала чемпионами страны. В середине января пара выступила на континентальном чемпионате в Москве где они сумели финишировать в первой десятке. Что дало право Польши на следующий сезон заявить две пары на европейский чемпионат. В середине февраля в Канныне на личном турнире Олимпийских игр польские танцоры выступили в меру своих сил, они сумели финишировать в середине второй десятки. Ещё через месяц они выступали в Милане на мировом чемпионате, где финишировали в середине второй десятки.
В 2022 году Сподырев и Калишек завершили соревновательную карьеру.

## Спортивные достижения

### За Украину
Выступления в паре с Дарьей Коротицкой
| Соревнования                | 11/12                       | 12/13                       | 13/14                       |
| Международные среди юниоров | Международные среди юниоров | Международные среди юниоров | Международные среди юниоров |
| --------------------------- | --------------------------- | --------------------------- | --------------------------- |
| Гран-при Чехии              |                             |                             | 8                           |
| Гран-при Латвии             |                             |                             | 6                           |
| Гран-при Франции            |                             | 4                           |                             |
| Гран-при Словении           |                             | 5                           |                             |
| Ice Star                    |                             | 2                           |                             |
| NRW Trophy                  | 9                           | 16                          |                             |
| Santa Claus Cup             | 3                           |                             |                             |
| Национальные                |                             |                             |                             |
| Чемпионат Украины           |                             | 3                           |                             |

### За Польшу
Выступления в паре с Натальей Калишек
| Соревнования                | 14/15         | 15/16         | 16/17         | 17/18         | 18/19         | 19/20         | 20/21         | 21/22         |
| Международные               | Международные | Международные | Международные | Международные | Международные | Международные | Международные | Международные |
| --------------------------- | ------------- | ------------- | ------------- | ------------- | ------------- | ------------- | ------------- | ------------- |
| Олимпийские игры            |               |               |               | 14            |               |               |               | 17            |
| Чемпионат мира              | 24            | 16            | 14            | 17            | 11            |               | 12            |               |
| Чемпионат Европы            | 14            | 11            | 8             | 10            | 5             | 9             |               | 14            |
| Гран-при США                |               |               |               |               | 6             |               |               | 8             |
| Гран-при России             |               |               |               |               | 5             | 4             |               |               |
| Гран-при Франции            |               |               |               | 8             |               | 6             |               |               |
| Гран-при Канады             |               |               |               | 9             |               |               |               |               |
| Гран-при Японии             |               |               | 7             |               |               |               |               |               |
| Гран-при Китая              |               |               | 5             |               |               |               |               |               |
| Bosphorus Cup               |               |               |               |               |               | 1             |               |               |
| Ice Star                    |               |               |               |               |               | 2             |               |               |
| Shanghai Trophy             |               |               |               |               |               | 3             |               |               |
| Golden Spin                 |               |               |               |               | 2             |               |               |               |
| Tallinn Trophy              |               |               |               | 1             | 3             |               |               |               |
| Finlandia Trophy            |               |               | 5             | 10            |               |               |               |               |
| Мемориал Непелы             |               |               | 4             |               |               |               |               |               |
| Open d'Andorra              |               | 2             |               |               |               |               |               |               |
| Мордовские узоры            |               | 3             |               |               |               |               |               |               |
| Nebelhorn Trophy            |               | 7             |               |               | 8             |               |               |               |
| Warsaw Cup                  | 6             | 2             |               |               | 2             |               |               |               |
| Santa Claus Cup             | 1             |               |               | 3             |               |               |               |               |
| Toruń Cup                   | 3             | 1             | 1             | 1             | 2             | 1             |               |               |
| Международные среди юниоров |               |               |               |               |               |               |               |               |
| Чемпионат мира              | 7             |               |               |               |               |               |               |               |
| Volvo Open Cup              | 2             |               |               |               |               |               |               |               |
| Национальные                |               |               |               |               |               |               |               |               |
| Чемпионат Польши            | 1             | 1             | 1             | 1             | 1             | 1             | 1             | 1             |